# Vincent de Lérins
Pour les articles homonymes, voir Vincent et Saint Vincent.
Vincent de Lérins (en latin : Vincentius Lirinensis) est un moine et écrivain ecclésiastique de Gaule méridionale du Ve siècle, mort vers 445-450. Son écrit le plus connu est le Commonitorium, rédigé vers 434 sous le pseudonyme de Peregrinus, et il est reconnu saint par les Églises catholique et orthodoxe qui le fêtent le 24 mai.

## Biographie
Sa vie est connue principalement par le De viris illustribus de Gennade de Marseille.
Vincent est né parmi les Leuques dans la Civitas Leucorum, aujourd'hui le diocèse de Toul. Fils d'Épiroque, et frère aîné de Loup de Troyes, il est issu d'une famille illustre de Gaule. Il exerce d'abord le métier des armes puis se retire au monastère de Lérins, au large de Cannes, établi par saint Honorat,.
À la suite d'un recueil d'extraits théologiques d'Augustin d'Hippone, il rédige vers 434 le Commonitorium ou « Commonitoire (instruction écrite) du pèlerin contre les hérétiques », qui est un discours de la méthode en théologie dans lequel il énonce les critères permettant de savoir si une doctrine est hérétique ou conforme à la foi catholique. Cet ouvrage va devenir l'une des lectures de référence dans l'Occident chrétien.
Vincent de Lérins est mort vers 445, et sans doute pas plus tard que 450.
L'Histoire littéraire de la France lui consacre un chapitre.

## LeCommonitorium
Trois critères sont explicités par Vincent de Lérins, pour distinguer l'erreur hérétique de la foi catholique.
- Le premier consiste dans l'unité de la foi à travers le temps et l'espace : « Il faut veiller avec le plus grand soin à tenir pour vrai ce qui a été cru partout, toujours et par tous », « Quod ubique, quod semper, quod ab omnibus creditum est ».
- Le deuxième consiste à vérifier la cohérence du progrès dans la foi : « Il faut donc que croissent et progressent beaucoup l'intelligence, la connaissance, la sagesse de chacun des chrétiens et de tous, celle de l'individu comme celle de l’Église entière, au cours des siècles et des générations, pourvu qu'elles croissent selon leur genre propre, c'est-à-dire dans le même sens, selon le même dogme et la même pensée ».
- Le troisième consiste à lire les Écritures dans la Tradition : « Le Canon divin doit être interprété selon les traditions de l'Église universelle et les règles du dogme catholique »[6].

### Traduction en français
- Tradition et progrès : le Commonitorium, Éditions Migne, collection Les Pères dans la foi n° 7.